# Shōgo Suzuki
Shōgo Suzuki (鈴木省吾, Suzuki Shōgo; Tokyo, 12 aprile 1963) è un attore e narratore giapponese.
Ha cominciato la sua carriera come voce per le pubblicità e per i documentari. Ha debuttato come doppiatore (seiyū in giapponese) per la casa produttrice di videogiochi Square Enix, dando voce a Vincent Valentine nel film Final Fantasy VII: Advent Children.

## Doppiatore
- Final Fantasy VII: Advent Children (2005) - Vincent Valentine
- Dirge of Cerberus: Final Fantasy VII (2006) - Vincent Valentine
- Dissidia Final Fantasy: Opera Omnia (2018) - Vincent Valentine
- Final Fantasy VII Rebirth (2024) - Vincent Valentine

## Attore
- Cure (1997) - Tamura
- Samurai Fiction (1998) - Yagi